# Stellarator

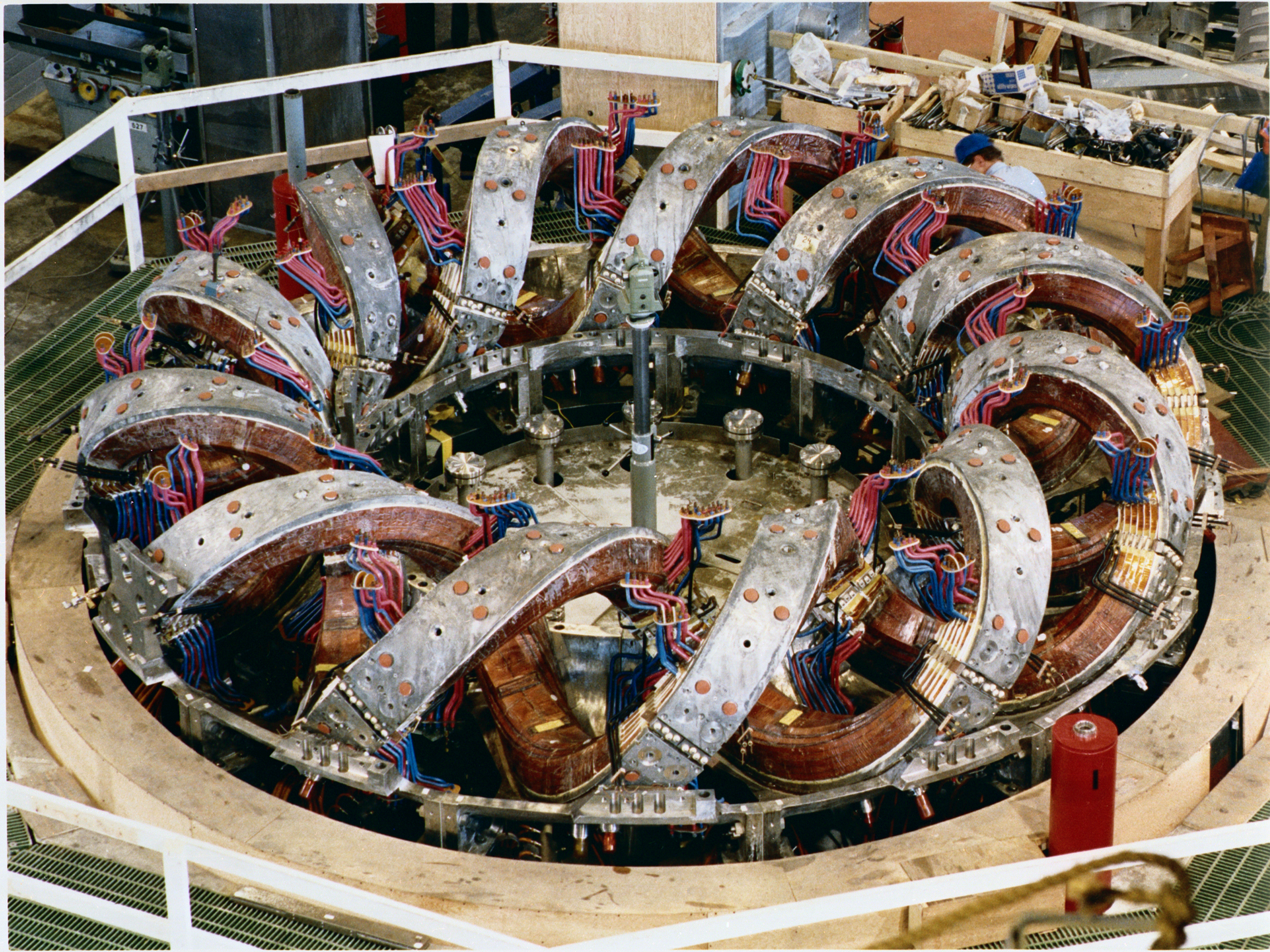
Advanced Toroidal Facility, ein Stellarator vom Typ Torsatron (im Bau, 1986). Das toroidale Plasmavolumen wird von helikalen Magnetspulen umschlossen.

Ein Stellarator ist eine torusförmige Anlage zum magnetischen Einschluss eines heißen Plasmas (Teilchengemisch) mit dem Ziel der Energiegewinnung durch Kernfusion (siehe Fusion mittels magnetischen Einschlusses und Kernfusionsreaktor). Der Name dieses Fusionskonzeptes soll an die Kernfusion als Energiequelle der Sterne (lateinisch stella „Stern“) erinnern.
Ein rein toroidales Magnetfeld kann geladene Teilchen nicht vollständig einschließen. Der Stellarator löst dieses Problem durch eine komplexe, nicht rotationssymmetrische Magnetfeldgeometrie. Im alternativen Konzept des Tokamaks wird der vollständige Einschluss durch einen im Fusionsplasma fließenden elektrischen Strom erreicht.

## Theoretische Grundlagen und Abgrenzung zum Tokamak

### Magnetischer Einschluss
Ein Magnetfeld kann die Bewegung geladener Teilchen in zunächst zwei Richtungen einschränken, indem es sie auf schraublinienförmige (helikale) Flugbahnen um die Magnetfeldlinien zwingt (Gyration) und sie sich nur noch entlang der Feldrichtung frei bewegen können. Zum dreidimensionalen Einschluss wird das Feld zu einem Torus gebogen, in dem alle Feldlinien kreisförmig geschlossen sind. Dabei wird das Magnetfeld allerdings unvermeidlich zum Zentrum hin stärker als am Rand. Dieser Feldgradient treibt die Teilchen senkrecht zur Magnetfeldrichtung aus dem Torus hinaus (Torusdrift). Deshalb muss das Magnetfeld zusätzlich verdrillt werden, so dass die Teilchen auf ihrem Kurs entlang einer Feldline nicht dauerhaft in eine Richtung driften, sondern die Drifts an unterschiedlichen Orten einander ausgleichen.

### Stellarator

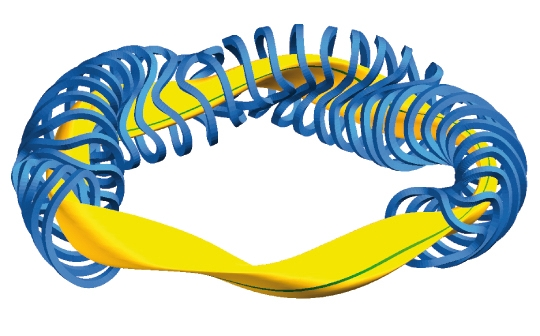
Beispiel eines Stellarator-Designs (für das Wendelstein 7-X-Experiment): Ein System von Spulen (blau) umschließt Plasma (gelb). Eine magnetische Feldlinie ist in grün auf der gelben Plasmaoberfläche dargestellt.

Beim Stellarator wird, anders als beim Tokamak, das verdrillte Magnetfeld vollständig von äußeren stromdurchflossenen Spulen erzeugt. Es kann theoretisch gezeigt werden, dass ein Stellarator nicht kontinuierlich rotationssymmetrisch sein kann. Im Gegensatz zum Tokamak geht er also bei einer beliebigen Drehung in toroidaler Richtung nicht in sich selbst über. Das erste Stellaratorkonzept hatte die Form einer liegenden 8, wo zwei Abschnitte entgegengesetzter Krümmungen existieren, deren Drifts sich ausgleichen sollten. In modernen Stellaratoren besteht das Stellaratorfeld aus einer Anzahl {\displaystyle P} gleicher Abschnitte, den Feldperioden, z. B. fünf im Wendelstein 7-X, zehn im Large Helical Device (LHD), und besitzt somit eine diskrete Symmetrie: Nur bei Drehung um den Winkel 360°/{\displaystyle P} in toroidaler Richtung geht die Konfiguration in sich selbst über. Als zweite Symmetrie kann noch die sogenannte Stellaratorsymmetrie vorliegen: Bei dieser geht eine Feldperiode in sich über, wenn sie um eine spezielle Achse um 180° gedreht wird.
Wegen des Fehlens einer kontinuierlichen Symmetrie kann es – anders als beim Tokamak – vorkommen, dass die magnetischen Feldlinien nicht mehr überall auf ineinander verschachtelten Flächen verlaufen, sondern sich stellenweise chaotisch verhalten. Da sich dies negativ auf den Einschluss des Plasmas auswirkt, müssen diese Gebiete (ergodische Bereiche und magnetische Inseln) möglichst klein sein.
Der Stellarator hat gegenüber dem Tokamak-Konzept zwei wesentliche Vorteile: Da kein toroidaler Strom im Plasma aufrechterhalten werden muss,

• werden mit dem Plasmastrom zusammenhängende Instabilitäten vermieden, die zum Zusammenbruch des Plasmaeinschlusses führen können

• könnte ein Stellarator später als Kraftwerk grundsätzlich im Dauerbetrieb arbeiten. Beim Tokamak-Konzept ist dagegen die Frage, wie ein Strom im Plasma dauerhaft aufrechterhalten wird, noch Gegenstand aktueller Forschung.
Beiden Vorteilen steht gegenüber, dass die dreidimensionale Struktur des Plasmas dessen Einschluss im heißen Zustand erschwert. Das erfordert eine aufwändige Optimierung der Magnetfeldgeometrie. Auch ist das Spulensystem eines Stellarators komplexer als das eines Tokamaks. Davon abgesehen haben Tokamak und Stellarator viele ähnliche Komponenten; auch die technischen Anforderungen sind ähnlich.

## Geschichte

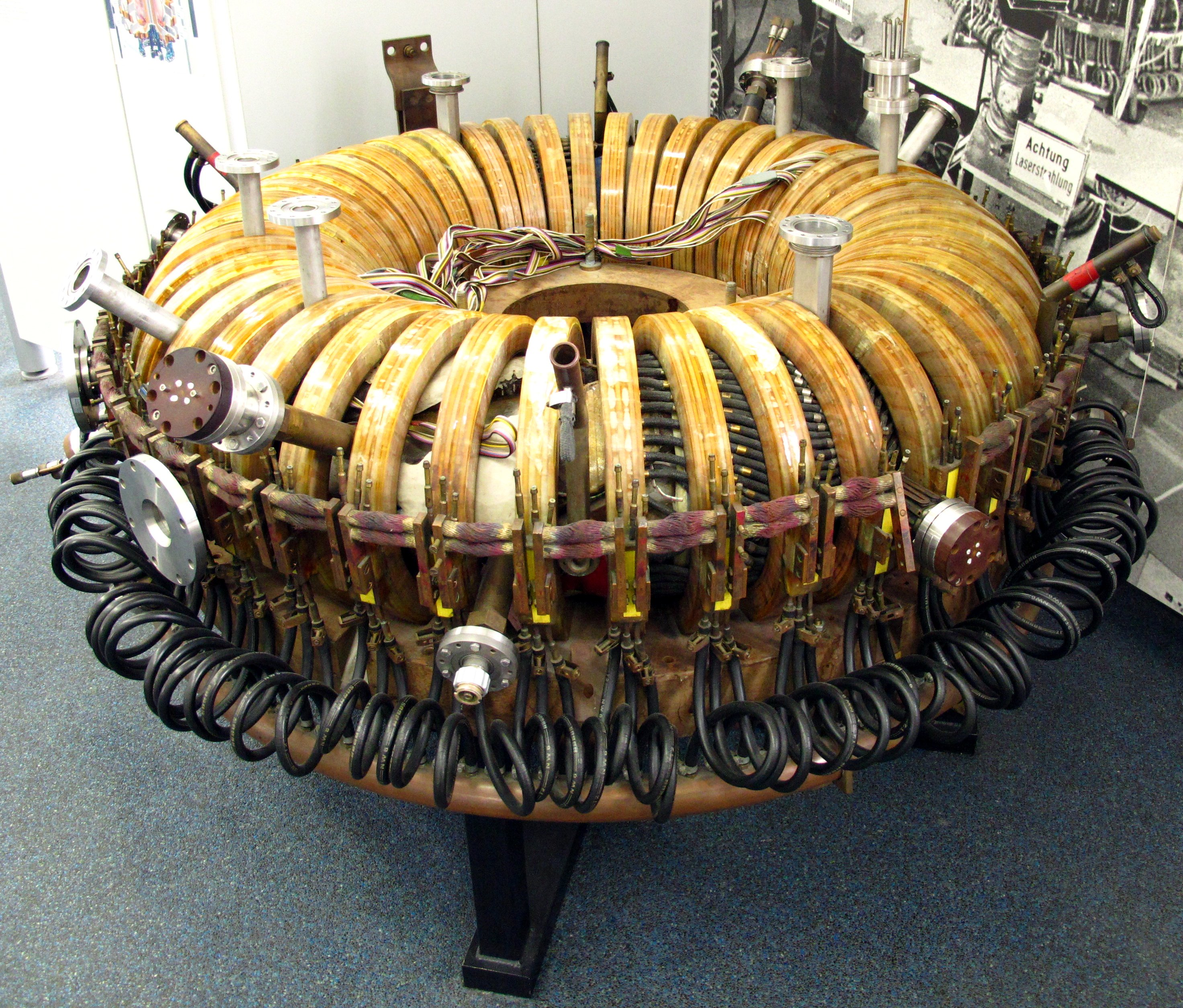
„Wendelstein-IIa“; die Tokamak-artigen toroidalen Spulen sind gut zu erkennen, die helikalen Spulen dieses klassischen Stellarators sind dahinter weitgehend verborgen.

Das Konzept des Stellarators entwarf 1951 Lyman Spitzer in Princeton, USA. Er empfahl einen zur Form einer Ziffer 8 gebogenen Torus. Experimentelle Ergebnisse auch des Nachfolgers, des „rennbahn-förmigen“ Model-C, ergaben einen zu geringen Plasma-Einschluss. Die in der Zeit des Kalten Krieges als geheim klassifizierten Versuche trugen den Namen Projekt Matterhorn. Daher bekamen die nach der Veröffentlichung 1958 in Garching bei München fortgeführten Arbeiten den Namen des bayerischen Berges Wendelstein.
Ungenauigkeiten beim Bau der Spulen und die geringe Symmetrie der ersten Anordnungen verursachten den zu geringen Plasma-Einschluss. Es wurden daher symmetrischere kreisförmige Konfigurationen entwickelt (als Größenmaßstab ist im Folgenden jeweils der große Radius R des Plasmas im Torus mit angegeben): der klassische Stellarator Wendelstein 7-A (Garching, 1976–85, R=2 m), das Heliotron-E, Kyoto (R=2,2 m), die Torsatrons, Advanced Toroidal Facility ATF (1988, Oak Ridge, USA, R=2 m) und Uragan (Charkiw, Ukraine).
Mit der Verfügbarkeit von Heizmethoden, die unabhängig von einem im Plasma getriebenen Strom waren, ließen sich im Gegensatz zu einem Tokamak stromlose „reine“ Stellaratorplasmen untersuchen. Dies vermied eine ganze Klasse von (stromgetriebenen) Instabilitäten wie auch den plötzlichen Verlust des Plasma-Einschlusses durch Stromabbruch. Der Plasma-Einschluss dieser ersten Stellaratorgeneration entsprach bei den damals erreichbaren Temperaturen dem von Tokamaks ähnlicher Größe.
Dabei fiel auf, dass die mit steigender Temperatur stark ansteigenden Teilchenverluste und die mit wachsendem Druck auftretende horizontale Verschiebung des Plasmas keinen Fusionsreaktor in wirtschaftlich akzeptabler Größe erlauben. Ein weiterer konzeptioneller Nachteil waren große Kräfte an den Stellen, wo sich Magnetspulen nahekommen oder überkreuzen.
Der Durchbruch gelang mit dem Konzept modularer Spulen (Wobig und Rehker, 1972). Hierbei werden die auftretenden Kräfte besser aufgefangen. Sich überkreuzende Spulensysteme werden vermieden. Zudem ergaben sich mehr Freiheitsgrade zur Optimierung des erzeugten Magnetfelds hinsichtlich des nun weiterentwickelten Verständnisses von Plasmatransport (wichtig bei steigender Temperatur), Gleichgewicht (wichtig mit steigenden Druck) und Instabilitäten (wichtig bei steigenden Temperatur- und Dichte-Unterschieden). Um die Machbarkeit des Modul-Konzepts und die Richtigkeit der theoretisch gewonnenen Optimierungskriterien zu überprüfen, wurde in Garching das Projekt Wendelstein 7-AS (für Advanced Stellarator) vorgeschlagen, das Komponenten des Vorgängers Wendelstein 7-A teilweise weiterverwendete und daher nur eine Teil-Optimierung darstellte. Die Ergebnisse des 1988–2002 betriebenen Experiments erfüllten bzw. übertrafen in einiger Hinsicht die Erwartungen. Dies führte in den 90er Jahren zur Neubelebung von Stellaratoraktivitäten und zum Bau kleiner und mittlerer Experimente, um Teilaspekte und weitere Magnetfeld-Konfigurationen zu untersuchen: u. a. H-1 (Canberra, Australien), TJ-II, (Madrid, Spanien, R=1,5 m), Heliotron-J (Kyoto, Japan) und das Helically Symmetric Experiment (HSX) (Madison, Wisconsin, R=1,2 m). Die zwei letztgenannten Experimente nutzen bereits die sich mit modularen Spulen ergebenden Möglichkeiten.

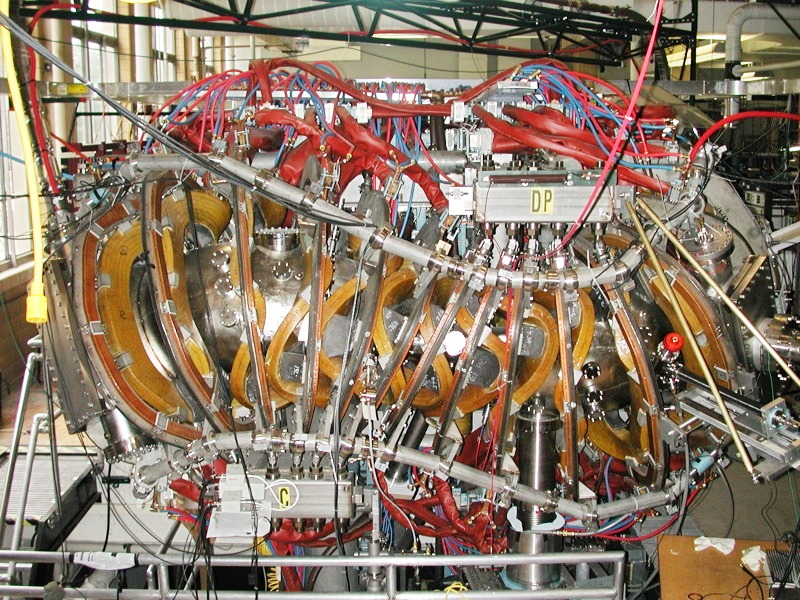
Seitenansicht des helikal symmetrischen Stellarators HSX in Madison, Wisconsin. Man erkennt die dreidimensional geformten modularen Kupferspulen, die das Plasmagefäß umgeben.

In Princeton (USA) verfolgte das vergleichsweise kompakte (R=1,4 m) National Compact Stellarator-Experiment eine alternative Optimierung des Magnetfeldes. Der Strom im Plasma sollte hier gerade nicht minimiert werden, so dass ein Hybrid zwischen Tokamak (Verdrillung des Magnetfelds durch Stromfluss im Plasma) und Stellarator (Verdrillung des Magnetfelds durch externe Spulen) entsteht. Den Bau dieses quasi toroidal-symmetrischen Stellarators brach die US-Regierung 2008 aus Kostengründen ab.
Das seit 1998 in Nagoya (Japan) betriebene, konventionelle Heliotron Large Helical Device bestätigte die Machbarkeit eines reaktor-relevanten großen supraleitenden Spulensystems und untersucht Eigenschaften von Stellaratorplasmen im Langzeit-Betrieb (großer Radius = 3,6 m, kleiner Radius = 0,6 m, Plasmavolumen V = 26 m3).
Auf Basis der Wendelstein-Stellaratoren in Garching wurde mit modularen Spulen der sogenannte HELIAS (HELIcally Advanced Stellarator) entwickelt. Er soll mehrere Optimierungskriterien für das Magnetfeld zugleich erfüllen. Dies führte 1990 zum Design des Wendelstein 7-X. Dessen Bau wurde 2001 in Greifswald begonnen. Damit überprüfte man die Eignung für einen Fusionsreaktor. Das erste Plasma wurde Ende 2015 erzeugt.

## Stellarator-Typen
Stellaratoren werden überwiegend für Fusionsplasmen entwickelt. Daneben verwendet man inzwischen Stellaratoren auch für grundlegende plasmaphysikalische Untersuchungen. Beispiele sind der Columbia Non-Neutral Torus in New York und das Torsatron TJ-K (Universität Stuttgart). Die Fusionsforschung konzentriert sich aber auf die folgenden Typen:

### Klassischer Stellarator

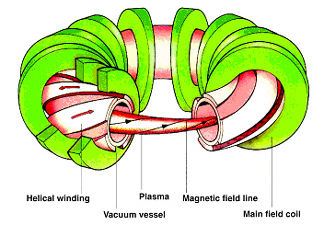
Schema eines klassischen Stellarators mit helikalen Windungen (weiß) und Toroidalfeld-Spulen (grün).

Das Spulensystem besteht aus einer geraden Anzahl geschlossener helixförmiger Leiter, in denen der Strom in jeweils benachbarten Leitern in entgegengesetzte Richtung fließt. Dieses Spulensystem ist von weiteren Spulen umgeben, die die toroidale Magnetfeldkomponente erzeugen. Ein klassischer Stellarator besitzt somit zwei ineinander verschränkte Spulensysteme. Dies kann hohe Anforderungen an die mechanische Stabilität stellen, da die an den Kreuzungspunkten der Spulen auftretenden Kräfte durch die Konstruktion aufgefangen werden müssen (Beispiel: Wendelstein 7-A).

### Heliotron, Torsatron

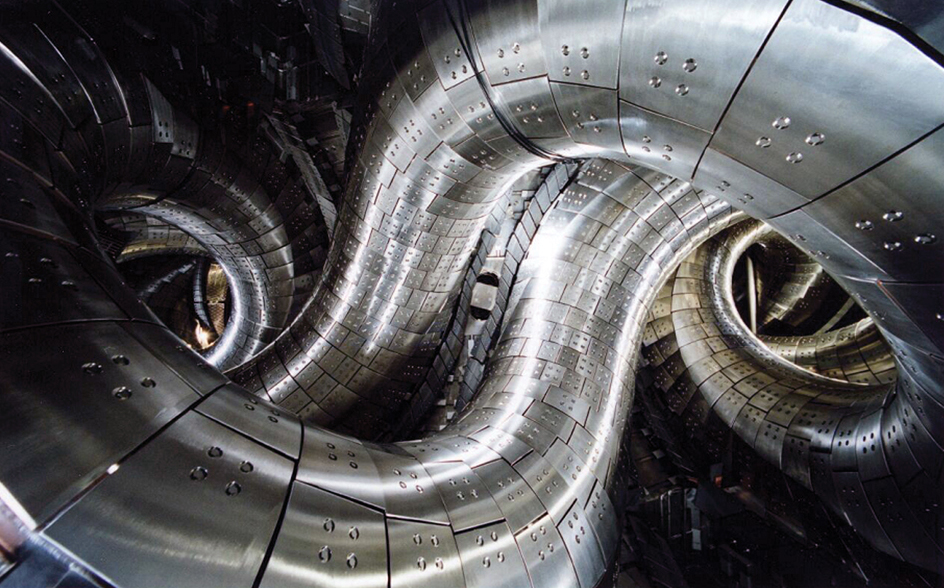
Innenansicht des Large Helical Device, ein Heliotron

Hier fließt der Strom in {\displaystyle l} (mit einer natürlichen Zahl {\displaystyle l}) geschlossenen helixförmigen Leitern jeweils in die gleiche toroidale Richtung. Die Spulen erzeugen somit gemeinsam auch die toroidale Magnetfeldkomponente. Man benötigt daher kein toroidales Spulensystem, dafür aber Vertikalfeldspulen zur Kompensation des durch die helikalen Spulen erzeugten vertikalen Feldes. Im Gegensatz zum klassischen Stellarator sind die beiden Spulensysteme nicht ineinander verschränkt, die Kräfte zwischen den Spulen sind daher geringer und lassen sich somit leichter durch Stützstrukturen abfangen. Geht man in toroidaler Richtung, entspricht der Querschnitt des Plasmas bei {\displaystyle l} = 2 einer rotierenden Ellipse. Beispiele sind das Large Helical Device (Japan), die Advanced Toroidal Facility (Oak Ridge, USA) und Uragan 3M (mit {\displaystyle l} = 3, Charkiw, Ukraine).
Das Experiment Heliotron-J (Kyoto, Japan) ist eine Mischform aus Heliotron und Heliac: Die Plasmaachse windet sich, wie in einem Heliac, um den helikalen zentralen Leiter, aber die Toroidalfeldspulen sind wie in einem klassischen Stellarator angeordnet.

### Heliac
Im Gegensatz zum Heliotron oder dem klassischen Stellarator bildet die Plasmaachse beim Heliac keinen Kreis, sondern windet sich {\displaystyle l}-mal um eine zentrale, kreisförmige Magnetfeldspule. Die das Plasma umgebenden Toroidalfeldspulen folgen dieser Plasmaachse. Dadurch wird im Bezugssystem des Plasmas eine helikal verwundene Komponente des Magnetfeldes erzeugt. Zum Kompensieren des vertikalen Feldes werden Vertikalfeldspulen benötigt. Heliacs bieten zwischen den Toroidalfeldspulen guten Zugang zum Plasma, was z. B. für Messungen vorteilhaft ist. Andererseits kommt das Plasma dem zentralen Leiter sehr nahe. Da deshalb dort eine Neutronenabschirmung und ein Brutblanket nur schwer realisiert werden können, gibt es derzeit kein auf dem Heliac basierendes Konzept für einen Fusionsreaktor.
Beispiele für Heliacs: TJ-II (Madrid, Spanien) und H-1 (Canberra, Australien).

### Stellarator mit modularen Spulen

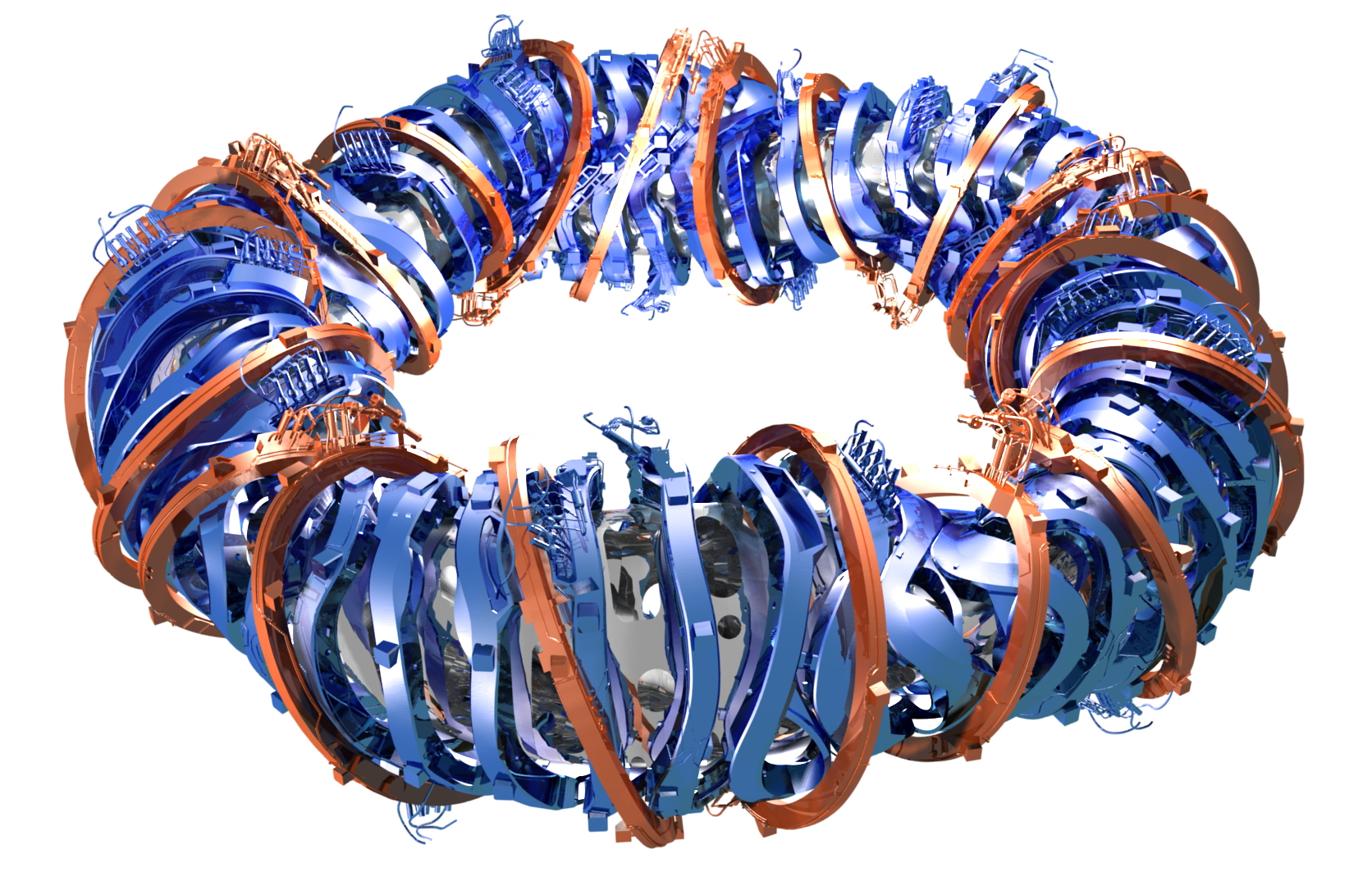
Anordnung der 50 modularen Spulen bei Wendelstein 7-X

Die Möglichkeit, ein Stellarator-Magnetfeld mit modularen Spulen zu erzeugen, d. h. Spulen, die poloidal geschlossen, aber nicht eben sind, gibt große Gestaltungsfreiheit bei der Wahl des Magnetfeldes. Gleichzeitig lassen sich die magnetischen Kräfte in und zwischen den Spulen besser abfangen. Da keine toroidal umlaufenden Spulen benötigt würden, könnten in einem Reaktor wesentlich kleinere supraleitende Spulen verwendet werden, was entscheidende technische und auch wirtschaftliche Vorteile brächte. Eine Stellaratorkonfiguration mit modularen Spulen erlaubt, nahezu beliebige Stromverteilungen auf einer Fläche um das Plasma herum zu erzeugen. Damit ergeben sich mehr Freiheitsgrade, um Form und Stärke des Magnetfeldes zu optimieren (Beispiel: Wendelstein 7-AS, Wendelstein 7-X).

### Optimierter Stellarator
Aufgrund ihrer dreidimensionalen Geometrie bieten Stellaratoren ein hohes Maß an Entwurfsfreiheit. Diese Freiheit wird bei modernen Stellaratoren ausgenutzt, um die magnetische Konfiguration in Hinblick auf gewisse Kriterien zu optimieren. Dabei wird die Form des Plasmas unter Verwendung von numerischen Optimierungsalgorithmen so lange verändert, bis ein Satz vorher aufgestellter Bedingungen erfüllt ist, die Forderungen an das physikalische Verhalten des Stellarators darstellen (z. B. Stabilität des Plasmas gegenüber kleinen Störungen, guter Einschluss von Teilchen). Es wird somit zuerst die Form des Plasmas berechnet und dann in einem zweiten Schritt das (modulare) Spulensystem, welches das benötigte Magnetfeld erzeugt. Neuere Entwicklungen stellen Mischformen zwischen Tokamak und Stellarator dar, welche sowohl eine dreidimensionale Geometrie als auch einen toroidalen Gesamtstrom besitzen.
Erste Beispiele für modulare Stellaratoren, die solchen Optimierungskriterien folgen, sind Wendelstein 7-AS (optimiert bezüglich der Shafranov-Verschiebung), Helically Symmetric Experiment HSX (s. Abbildung unten) (Teilaspekte der Optimierung: Quasi helikale Symmetrie, Madison, Wisconsin), NCSX (Teilaspekte der Optimierung: Quasi toroidale Symmetrie, Princeton, USA, Bau abgebrochen) und Wendelstein 7-X (Greifswald).

## Stand der Stellaratorentwicklung
An Stellaratoren gewonnene experimentelle Ergebnisse entsprechen in weiten Bereichen denen von Tokamaks. Sie lassen sich auf die grundsätzlichen Eigenschaften eines toroidalen Plasma-Einschlusses zurückführen. Das gilt etwa für den Wärme- und Teilchentransport, wie er z. B. durch Instabilitäten, Turbulenz und Strömungen im Plasma getragen wird. Die Heizverfahren, die Diagnostik sowie die Materialfragen der ersten Wand decken sich ebenfalls weitgehend.
Wendelstein 7-AS und LHD zeigten jeweils mit unterschiedlichen Konzepten, dass – wie beim Tokamak – der stabile Betrieb eines Divertors möglich ist.
Die Experimente bestätigten folgende wesentlichen Unterschiede zum Tokamak:
- Der mit der Temperatur stark zunehmende konvektive Transport als Folge der dreidimensionalen Magnetfeldstruktur wird wie erwartet beobachtet; er sollte durch die Stellarator-Optimierung auf ein akzeptables Maß gedrückt werden.
- Stellaratoren können bei deutlich höheren Dichten arbeiten als Tokamaks, da die Gefahr eines Stromabbruchs nicht besteht (mit steigender Dichte sinkt bei gleicher Heizleistung die Temperatur und steigt der Widerstand – ein Plasmastrom verschwindet dann). Die höhere Dichte n hat im Reaktor gegebener Größe den Vorteil einer steigenden Fusionsleistung (PFusion~ n2). Auch verbessert sich der experimentell beobachtete Plasma-Einschluss proportional der Wurzel aus n. Die Belastung der Wand ist wegen der gleichzeitig abnehmenden Temperatur geringer.
- Im Betrieb verhalten sich Stellaratoren in der Nähe von Betriebsgrenzen (maximale Dichte, maximaler Druck) vergleichsweise moderat. Es treten keine abrupten Instabilitäten auf, die zu starken Belastungen etwa der ersten Wand führen. Stattdessen kühlt das Plasma ggf. auf einer moderaten Zeitskala aus (letztlich wieder eine Folge des fehlenden Plasmastroms).
- Ein spezifisches Problem von Stellaratoren ist infolge der Driften langfristig im Inneren eine zunehmende Verunreinigungskonzentration, die durch verstärkte Strahlung das Plasma auskühlen würde. Dazu fehlen aktuell aussagekräftige Langpuls-Experimente.

## Stellarator-Reaktorkonzepte
Reaktorkonzepte auf der Basis des Stellarator-Einschlussprinzips sind in vielen technischen Aspekten ähnlich denen von Tokamaks und profitieren von deren Entwicklung. Der Dauerbetrieb vermeidet jedoch die im Pulsbetrieb auftretenden mechanischen Wechselbelastungen der Strukturteile. Aus der Dreidimensionalität des Magnetfelds ergibt sich andererseits eine hohe physikalische und technische Komplexität. Drei Konzepte werden derzeit (2016)[veraltet] untersucht.

### Heliotron-Reaktor
Ein Heliotron-Reaktor hätte den Vorteil geringer Kräfte zwischen den supraleitenden Spulen und guter Zugänglichkeit zwischen den Spulen hindurch, etwa zur Wartung des Blankets. Dem steht die technische Herausforderung sehr großer toroidal umlaufender supraleitender Spulen entgegen, wie sie am LHD allerdings schon in etwas geringerer Größe realisiert wurden. Die zum Divertor führende Magnetfeldstruktur entsteht an den Ecken des annähernd elliptischen Plasmaquerschnitts durch die Konfiguration von selbst und muss nicht wie beim Tokamak durch Extraspulen erzeugt werden. Entsprechend windet sich der „helikale Divertor“ mit seinen Prallplatten schraubenförmig um den Torus – im Gegensatz zum Tokamak, wo der Divertor oben bzw. unten toroidal umläuft. Allerdings ist für das klassische Heliotron kein Gesamtkonzept absehbar, bei dem mit ein und derselben Magnetfeldkonfiguration sowohl ausreichend geringer Wärmetransport als auch genügender Plasmadruck erreicht werden können. Entsprechende Studien gleichen diese Nachteile mit der Annahme eines Betriebs bei relativ hoher Dichte und sehr hohen Magnetfeldern (bis B = 12 T auf der magnetischen Achse) aus, deren Erzeugung erst noch technisch gezeigt werden müsste.

### Reaktoren mit modularen Spulen
Sowohl die US-amerikanische ARIES-Studie als auch der in Europa untersuchte HELIAS-Reaktor sehen modulare Spulen vor. Die Spulen wären mit ihrer mäßigen Größe weitgehend schon mit heutiger Technologie realisierbar, (gerade noch) transportabel und könnten daher einzeln vor dem Zusammenbau getestet werden. An Stellen, wo an der Torus-Innenseite eine starke Krümmung des Magnetfeldes erreicht werden soll, müssen sich allerdings Spule und Plasma relativ nahekommen. Um dort auch noch ein Brutblanket und eine Neutronen-Abschirmung zu realisieren, benötigt man einen Mindestabstand zwischen dem Plasma und den Spulen von etwa 1,3 m, was nur in relativ großen Reaktoren zu erreichen wäre. Die sich ergebende große Wandfläche würde allerdings auch die Wärmeabfuhr aus dem Plasma erleichtern und die Leistungsdichte auf der ersten Wand und deren Belastung mit Neutronen verringern. Die hohen Magnetkräfte an Stellen, wo sich die modularen Spulen nahekommen, scheinen konstruktiv beherrschbar zu sein.

#### ARIES-Studie
Auf Basis des in den USA nicht realisierten modularen Stellarators NCSX, einer quasi toroidal-symmetrischen Konfiguration mit endlichem Strom, wurde eine Studie zu einem vergleichsweise kompakten Stellarator-Reaktor ARIES durchgeführt. Wegen der erwünschten geringen Größe wird in Kauf genommen, dass das Plasma an Engstellen den Spulen so nahekommt, dass dort nur eine Neutronenabschirmung, aber kein Brutblanket mehr untergebracht werden könnte.

#### HELIAS-Reaktor
Die Weiterentwicklung des in Wendelstein 7-X angewandten HELIAS-Konzepts würde zu Reaktoren mit vergleichsweise großen Radien (>18 m) führen. Diese werden notwendig, um überall ein Brutblanket zu realisieren und um Zündung zu erreichen; beides erfordert einen kleinen Radius von mindestens 1,8 m, wenn man für die supraleitenden Spulen konservativ von heute verfügbarer Technologie und moderaten Magnetfeldern (B=5 T) ausgeht. Ein solcher Reaktor wäre knapp viermal so groß wie das Wendelstein-7-X-Experiment.